# Platytes ornatellus
Platytes ornatellus là một loài bướm đêm trong họ Crambidae.